# Српска православна црква у Неузини
Српска православна црква у Неузини, насељу у општини Сечањ, подигнута је у периоду од 1812. до 1815. године, на месту старије цркве. Својим јасним констуктивним решењима, прецизним извођењем и уздржаном декорацијом, црква је вредан пример складне сеоске грађевине, а због своје старости и разнородности инвентара који чува, представља значајан документ духовног наслеђа српског народа, под заштитом је и има статус споменика културе.
Православна црква у Неузини је посвећена Светом Николи, изграђена је као једнобродна грађевина са полукружном апсидом на истоку, наглашеним певницама и хором са звоником на западу. Фасаде су сведене класицистичке декорације и чине је удвојени дорски пиластри између којих се налазе прозори надвишени наизменично постављеним лучним и троугаоним тимпанонима. Западна фасада је најдекоративније обрађена, изнад средишњег дела је троугаони тимпанон са прозором изнад кога је написана година изградње храма. На бочним пољима западне фасаде су уске полукружне нише са шкољкастим конхама.
Садашњи иконостас у храму је склопљен од икона различитих аутора из периода од краја 18. до краја 19. века. Најстарија икона „Богородице са Христом“ са Богородичиног трона потиче из 1770. године, а сликана је у византијској традицији са елементима барока у третману позлаћене позадине, круна и картуше. Ове иконе вероватно су остаци иконостаса из старије цркве која се помиње 1762. године. Престоне иконе са овог иконостаса потичу најраније из времена око половине 19. века и рад су мање вештог сликара, а вероватно су измењене каснијим интервенцијама.
У цркви се поред појединачних икона чувају и вредне боголужбене и црквено административне књиге. Посебно је вредан СЛУЖБЕНИК, издат у Лавову 1691. године, заштићен законом. У порти, јужно и југоисточно од цркве сачувана су три камена надгробна споменика из 1754, 1776, 1784. године.
Конзерваторско-рестаураторски радови на санацији торња изведени су 2007. године, а на фасади 2009. године.

## Галерија
- Јужна фасада
- Северна фасада
- Иконостас
- Тронови